# Eva Dugan
Eva Dugan (1878 – 21 de febrero de 1930) fue una asesina estadounidense condenada cuya ejecución en la horca en la prisión estatal en Florence, Arizona, resultó en su decapitación e influyó en que el estado de Arizona reemplazara la horca por la cámara de gas como método de ejecución.

## Biografía y crimen
Nacida en Salisbury, Misuri, en 1878, Dugan residió en Juneau, Territorio de Alaska, después de viajar al norte durante la Fiebre del oro de Klondike de 1896–1899 y convertirse en cantante de vodevil. Posteriormente se mudó al Condado de Pima, Arizona, donde trabajó dos meses en 1927 para un granjero anciano y solitario, Andrew J. Mathis, como ama de llaves. Poco después de su ocupación ser rescindida por razones desconocidas, Mathis desapareció, junto con algunas de sus posesiones, su automóvil Dodge cupé y su caja con dinero en efectivo. Los vecinos informaron que Dugan había intentado vender algunas de sus posesiones y ganado antes de desaparecer también. Se sospechó juego sucio cuando se encontró en una estufa en la casa la trompetilla quemada de Mathis, que tenía problemas de audición.

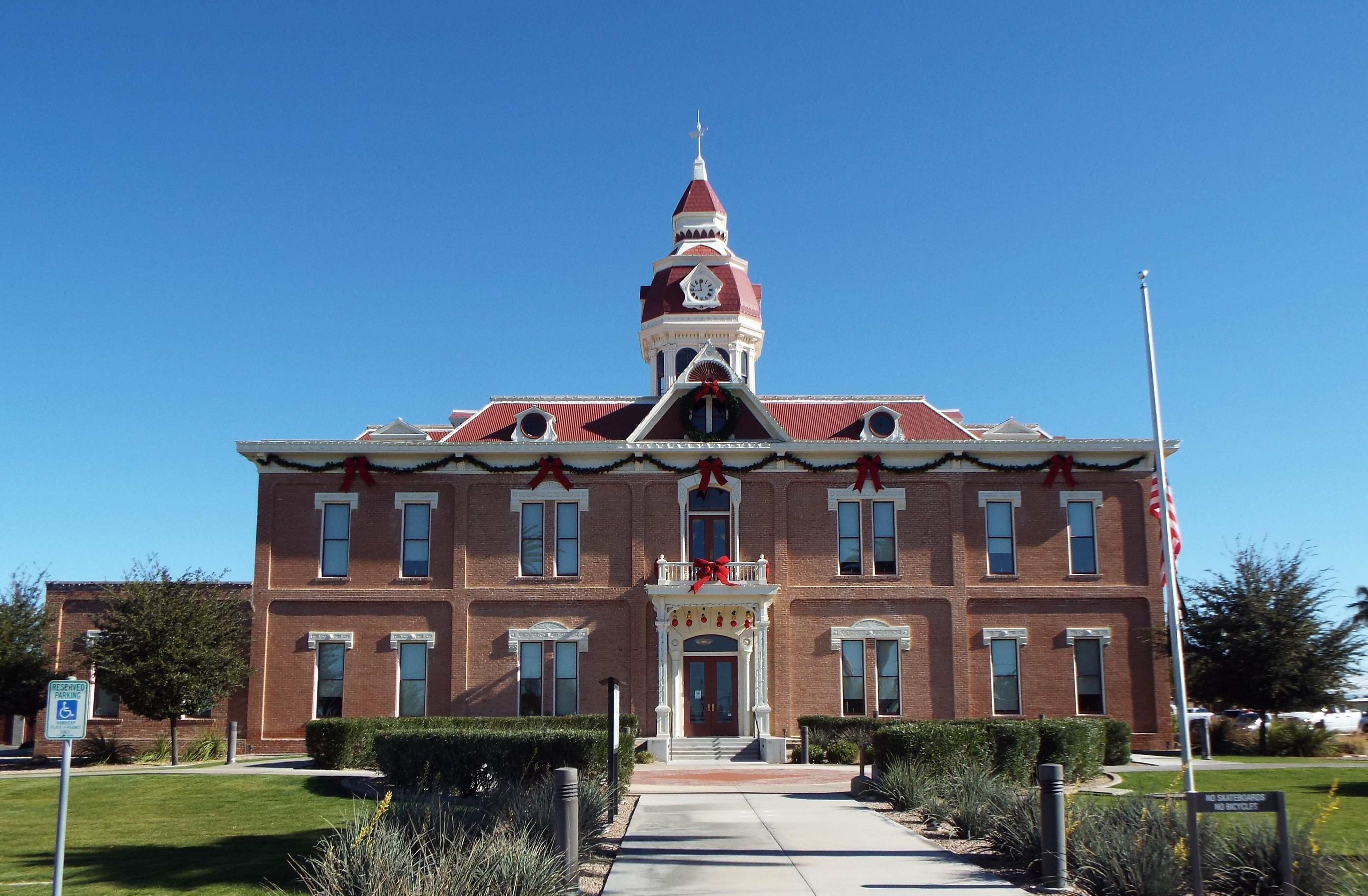
El juicio de Eva Dugan se llevó a cabo en el Segundo palacio de Justicia del Condado de Pinal localizado en 135 Pinal St. en Florence.

La policía descubrió que Dugan tenía un padre en California y una hija en White Plains, Nueva York. Aunque mantenían correspondencia, hacía años que no se veían. Había estado casada cinco veces, y todos sus maridos habían desaparecido. Vendió el Dodge coupe por 600 dólares en Kansas City, Misuri haciéndose pasar por esposa de Mathis. Fue arrestada en White Plains cuando un empleado postal, alertado por la policía, interceptó una tarjeta postal para su padre en California. Fue extraditada a Arizona para afrontar cargos por robo de automóvil.
Condenada por el robo del vehículo, fue encarcelada. Nueve meses más tarde, al clavar su tienda un campista encontró el cadáver descompuesto de Mathis enterrado poco profundo en su rancho. Dugan fue entonces juzgada por asesinato en un breve juicio basado en su mayor parte en evidencias circunstanciales. Durante su testimonio, Dugan dijo que Mathis la echó porque creía que estaba envenenando su comida, aunque reclamó que almorzaba carne podrida en forma de conejo lleno de forúnculos. Dugan también admitió mantener relaciones sexuales con Mathis semanalmente y ejercer la prostitución en el rancho. Según ella, si Mathis "veía alguno de los hombres en la calle [en Tucson ] que pensaba estaba bien le llamaba aparte y le decía que fuera a la casa." Realizaba actos sexuales por tres dólares y daba a Mathis cincuenta centavos de cada transacción.
Dugan reclamó que "Jack", supuestamente un chico adolescente que había venido al rancho por trabajo, había matado a Mathis accidentalmente con un golpe retador después de que Mathis le golpeara por negarse a ordeñar una vaca. Según ella, Jack vino a casa para decirle lo que había hecho y ella y Jack intentaron reanimar a Mathis con el boca a boca después de quitarle su dentadura postiza. Como no dio resultado, cargaron el cuerpo en el coupe y Jack condujo solo para ir a tirarlo, regresando a las cinco en punto de la madrugada.
Su testimonio tenía incongruencias y esta era la principal, porque no se pudo demostrar la existencia del tal Jack. Justo entonces se estaba juzgando en California a Edward Hickman por el secuestro, asesinato y desmembramiento de la niña Marion Parker. Los investigadores llegaron a sospechar que fuera él porque Hickman declaró haber estado en Phoenix unos días antes de la desaparición de Mathis y que también había estado en Kansas City por el tiempo en que Dugan dijo haberle dejado allí camino a Nueva York. Cuando le mostraron una fotografía de Hickman, Dugan dijo que él y Jack eran iguales, pero no estaba segura. Hickman nunca fue implicado en el caso Mathis.
La fiscalía demostró a la satisfacción del jurado que Dugan había asesinado a Mathis con un hacha. Después de su condena, en su declaración final, le dijo a los miembros del jurado: “Bien, moriré con las botas puestas, y en plena salud. Y eso es más que la mayoría de ustedes, viejos forajidos, podrán presumir..” Se mantuvo desafiante hasta el final.

## Encarcelamiento y ejecución

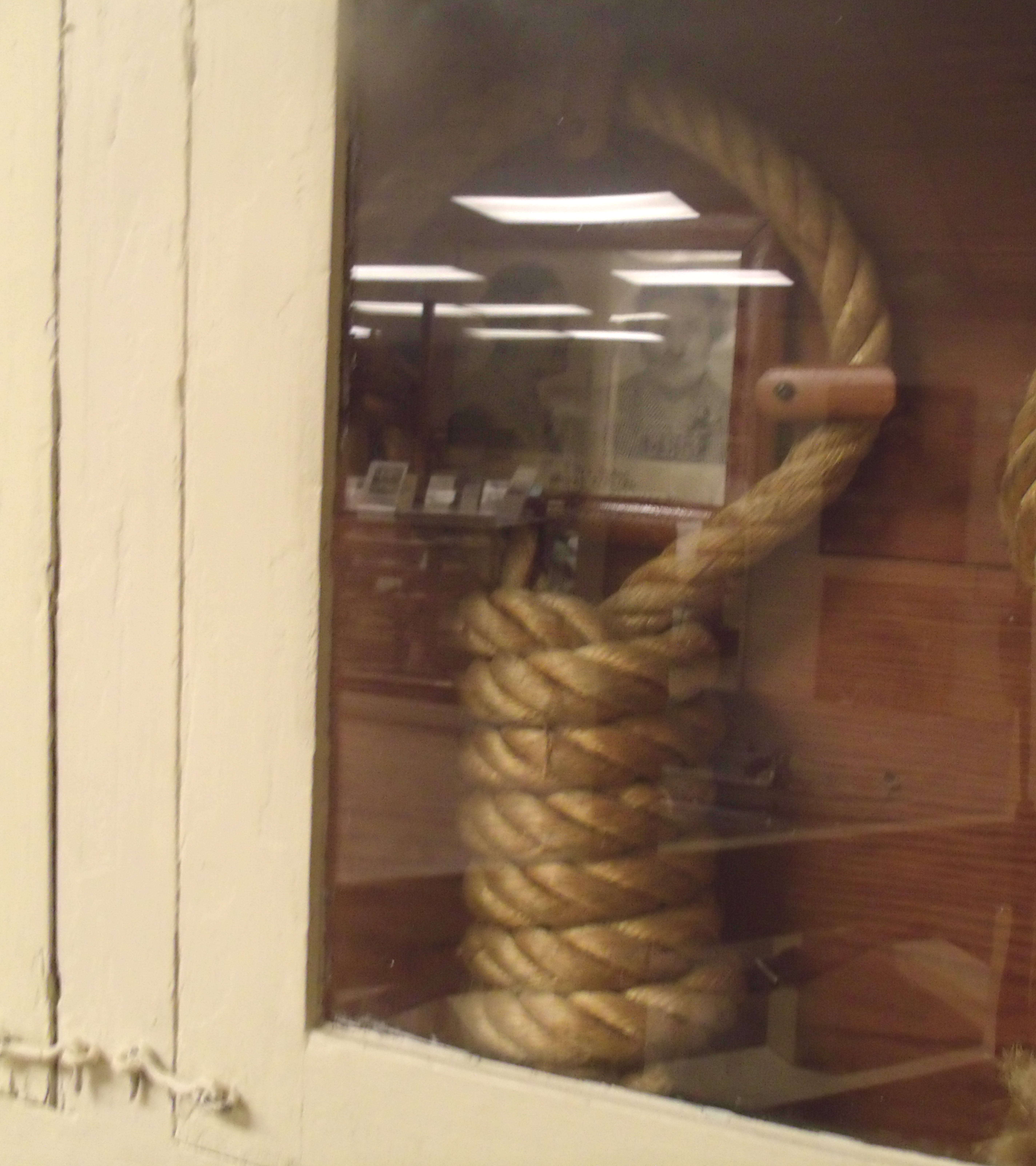
La soga utilizada para colgar a Eva Dugan el 21 de febrero de 1930, en exposición en el Museo de la sociedad y la historia del Condado de Pinal en Florence, Arizona.

Dugan concedió entrevistas a la prensa a un dólar cada una y vendió pañuelos bordados que tejió mientras estaba encarcelada, para pagar su propio ataúd y telegrafió a su padre pidiéndole cincuenta dólares para su funeral, porque no quería ser enterrada en los terrenos de la prisión. También se confeccionó una prenda, un "vestido de jazz" de seda y cuentas, pero más tarde cedió y llevó para la ejecución un vestido barato ya que le preocupaba que su funda de seda y cuentas "se enredara." Se mantuvo optimista, tanto que la revista Time la llamó "Alegre Eva" en un artículo sobre su ejecución del 3 de marzo de 1930.
El día antes del ahorcamiento, hubo rumores de que planeaba suicidarse. Su celda fue registrada y una botella de amoníaco crudo y tres cuchillas de afeitar escondidas en un vestido fueron confiscados.
El recurso de clemencia de Dugan alegando demencia fue rechazado, siendo llevada al patíbulo a las 5:00 a. m. del 21 de febrero de 1930. Fue la primera mujer en ser ejecutada por el estado de Arizona, y la primera ejecución en la historia de Arizona en que se permitió a mujeres asistir como testigos. 
Según un relato de periódico, Dugan mantuvo la compostura subiendo al patíbulo y dijo a los guardias, "no me sujeten los brazos con tanta fuerza, la gente pensará que tengo miedo". Tembló ligeramente cuando la soga le fue colocada alrededor del cuello y negó con la cabeza cuando le preguntaron si quería decir unas últimas palabras.
La trampilla bajó a las 5:11; al final de la caída, un mal cálculo por parte del verdugo hizo que la cuerda la decapitara, lanzando su cabeza a los pies de los espectadores. La espeluznante escena causó el desmayo de cinco testigos (dos mujeres y tres hombres). Dugan fue una de las últimas personas en ser colgada por el estado de Arizona, con únicamente dos ahorcamientos más– los de Refugio Macías el 7 de marzo de 1930, y Herbert Young el 21 de agosto de 1931 – teniendo lugar. La horca fue reemplazada en Arizona por la cámara de gas en 1934 y esta por la inyección letal en 1993. Dugan ha sido la única mujer en ser ejecutada por el estado de Arizona.